# Nian Zeng
Nian Zeng (曾年) et aussi, le plus souvent, à la chinoise : Zeng Nian, né en 1954 à Wuxi dans la province du Jiangsu, est un photographe français né en Chine. Il vit et travaille en France, à Cachan.

## Présentation biographique
Nian Zeng est né en Chine en 1954 dans la province du Jiangsu d’un père professeur de peinture à l’Institut des Beaux-Arts de Nankin et d’une mère pharmacienne. Contraint par la révolution culturelle à abandonner ses études, il découvre la photographie et réalise seul ses premières images. C’est au milieu des rues qu’il s'initie à la photographie. En 1971, il est assigné à l’administration du port de Nankin en qualité de marin. Ses qualités de photographe sont reconnues et il lui est demandé de faire le journal-photo de son unité de travail — mariages, funérailles et travailleurs modèles. À cette époque, Zeng étudie aussi la peinture en autodidacte. 
Pendant les étés 1979 et 1981, il effectue des voyages à bicyclette à Hangzhou et à Shanghai pendant ses congés. L’année suivante, il prend un congé sabbatique et fait un nouveau voyage à bicyclette jusqu’au Tibet pendant six mois. À son retour, il organise plusieurs expositions, appelées « Voyages vers l’Ouest », avec les photos de son voyage. 
En 1983, Zeng quitte Nankin pour s’installer à Pékin. En 1984, il se marie avec Catherine, une Française résidant à Pékin. En 1985, il commence à publier ses photos dans différents magazines. En 1990, il s’installe en France, où il réside depuis.
En 1994, il s’associe à l’agence Contact Press Images, basée à Paris. 
En 2000, il quitte Contact Press pour s’associer à l’agence GAMMA. Ses photos et reportages sont publiés régulièrement dans des magazines français, chinois et internationaux notamment « Paris Match », « le Figaro Magazine », « Géo » France et Allemagne, « New York Times Magazine », « The Independent », « National Geographic Magazine France », etc. 
Zeng publie notamment dans de nombreux magazines chinois. Aujourd’hui, il fait connaître son travail lors de différentes expositions.
Nian Zeng est reconnu notamment pour son travail autour de la construction du barrage des Trois Gorges. Il a posé son regard pendant quatorze ans sur le processus de capture du long fleuve, en suivant à l’œil nu cette décision audacieuse du gouvernement chinois de construire en 1992 le plus grand barrage du monde. Zeng a suivi la construction jusqu'à la mise en eau, photographiant les villes rasées, les œuvres culturelles ensevelies par la montée des eaux, ou encore les milliers de familles déplacées. 
En 2013, Nian Zeng est invité à photographier une minorité, le peuple Lisu, qui vit dans la province du Sichuan au centre de la Chine. À travers ces nouveaux portraits, Zeng photographie son pays et ses habitants comme pour retrouver sa condition d’origine, citoyen chinois, marin sur le Yang Tsé Kiang à l’âge de seize ans. Il vivait dans ce pays, il retourne photographier ces gens, comme s'il se photographiait lui-même pour nous conter son histoire et celle du peuple chinois. Son appareil lui permet d’être au plus près en observant son pays et à la fois de prendre de la distance de par sa vie française. Cette province du Sichuan est jumelée avec la région Champagne-Ardenne en France, que le photographe connaît bien. Il décide donc d’unir les portraits de ces deux peuples, et réalise une exposition en partenariat avec la région Champagne-Ardenne.

## Expositions
Ses œuvres ont été exposées en France, Allemagne, Espagne, Finlande et aux USA.  
Expositions itinérantes
- Un fleuve tranquille, la construction du barrage des Trois Gorges, (40 photos noir et blanc, 1,30 X 0,43 mètre)
- Novembre 2010 : Église Champaubert dans le cadre du festival photo de Montier-en-Der (France)
- Octobre/novembre 2011 : Théâtre de la ville de Cachan (France).
- Mai 2012 : Musée d’art moderne de Chengdu (Chine), en collaboration avec le service culturel de l’ambassade de France.
- Juillet/août 2012 : Centre culturel de rencontre Abbaye de Neumünster (Luxembourg).
- Août 2012 : Festival de photo de Dali (Chine)
- Janvier – mars 2013 : Médiathèque de Chalons en Champagne.
- Décembre 2014 : Festival photo Angkor (Cambodge).
- Juin-juillet 2015 : Festival photo Urbi et Orbi Sedan

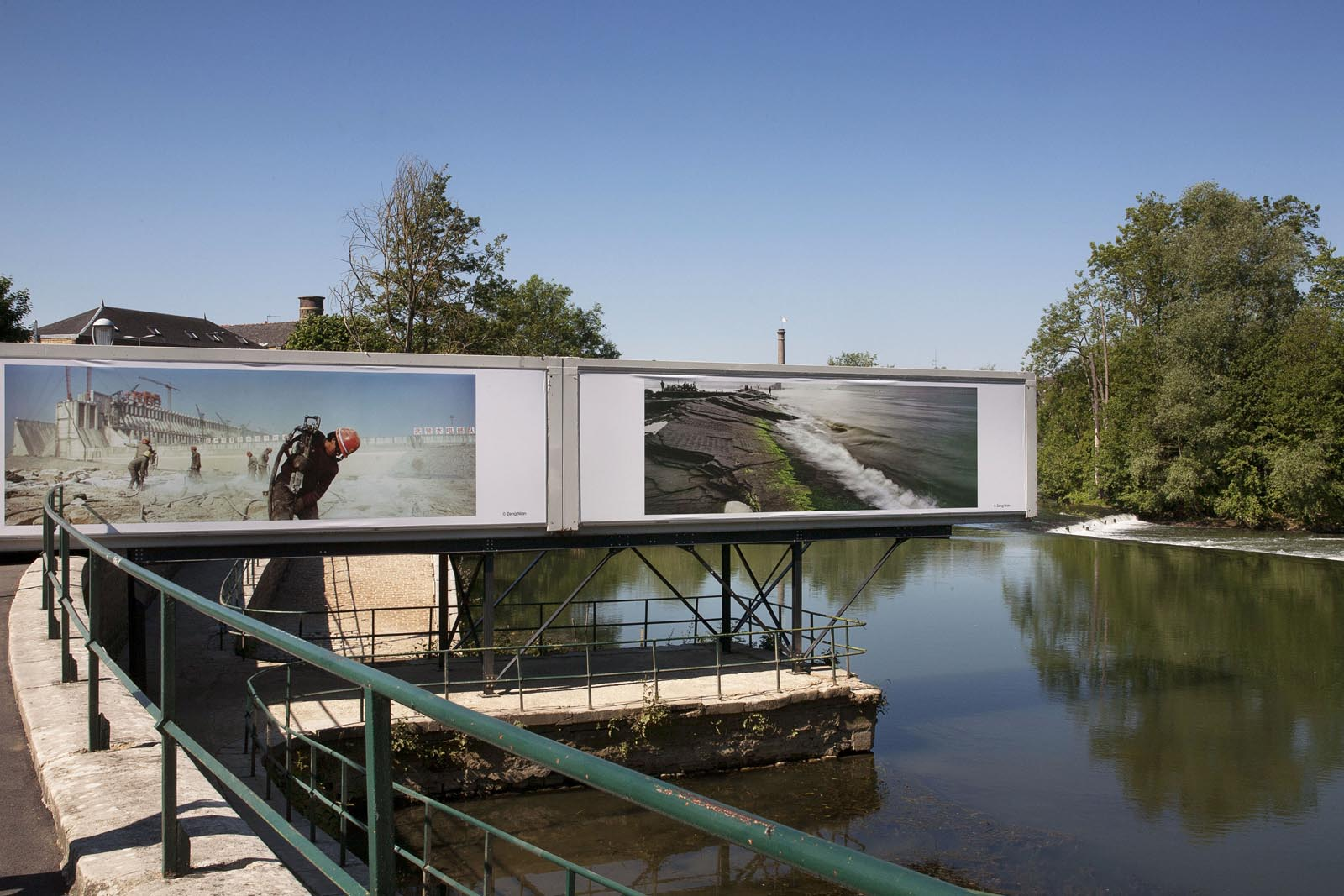
Exposition ZENG Nian à Sedan (France, 2015)

Portraits : du Sichuan à la Champagne-Ardenne (32 portraits de grande taille, 2 x 3 m)

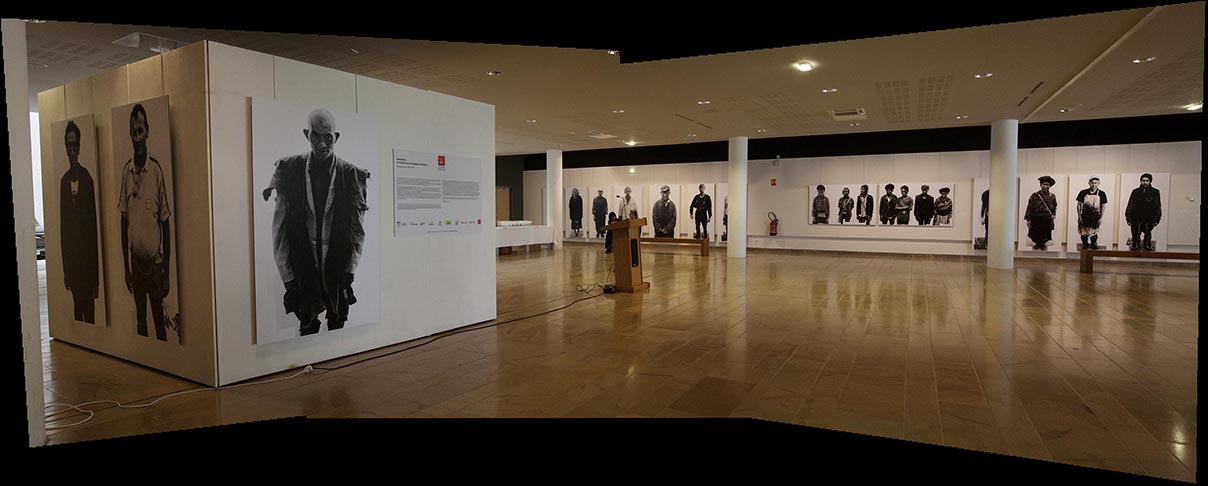
Exposition ZENG Nian

- Septembre - Octobre 2014 : Mémorial Charles de Gaulle, Colombey-Les-Deux-Eglises (http://www.france-chine50.com/fr/portraits-du-sichuan-la-champagne-ardenne)
- Octobre - Novembre 2014 : Opéra de Reims.
- Décembre 2014 – janvier 2015 : Musée des beaux-arts de Landing (Chengdu, Sichuan), Chine
- Janvier - février 2015 : Vitrine de Les Ardennes - Charleville-Mézières
- Mai 2015 : Centre culturel français à Pékin (Chine)
- Août 2015 : Festival photo de Dali (Chine)
- Mai-août 2016 : Retour en Chine, en collaboration avec le mécénat d’Emerige, du 12 mai au 27 août, La Compagnie Française de l’Orient et de la Chine :http://www.loeildelaphotographie.com/fr/2016/06/16/article/159910116/paris-zeng-nian-retour-en-chine/, Paris.

Collections
Galerie de la FNAC, Paris : deux photos  
Musée d’Histoire Contemporaine (Hôtel National des Invalides), Paris : quarante photos 

## Prix et récompenses
Il a obtenu plusieurs prix, notamment le prestigieux World Press Photo dans la catégorie Arts Stories.
1996 : deuxième prix de la catégorie des « Arts Stories » de la prestigieuse compétition World Press Photo (Amsterdam) pour le reportage sur une troupes d’acrobates handicapés.
2003 : deux prix au Festival International du scoop et du journalisme d’Angers pour les reportages « la construction du barrage des trois Gorges » et « le testament archéologique des Trois Gorges ».
2012 : lauréat du festival de Photo reporters de Saint Brieuc pour une série de portraits « Retour aux Trois Gorges ».